# パコ・イグナシオ・タイボ二世
パコ・イグナシオ・タイボ二世（スペイン語: Paco Ignacio Taibo II, 1949年 - ）は、メキシコの小説家、ジャーナリスト、歴史学者。男性。スペイン北部のアストゥリアス州ヒホン生まれ。1958年にメキシコに移住し、1980年にメキシコに帰化。メキシコの首都メキシコシティ在住。メキシコシティのメトロポリタン自治大学（en）で歴史学教授を務めながら小説家としても活動している。国際推理作家協会の創設者の一人であり、スペインのヒホンで毎年開催される推理小説、歴史小説等の大会「セマナ・ネグラ」（es）を開始した人物でもある。

## 略歴
1949年、スペイン北部のアストゥリアス州ヒホンに生まれる。祖父はスペイン社会労働党の幹部。父のパコ・イグナシオ・タイボ一世（es）は小説家、ジャーナリスト。1958年、フランコ独裁政権下の迫害を逃れるため、家族とともにメキシコに移住。1968年にメキシコで起こったトラテロルコ広場の虐殺事件（トラテロルコ事件）を機に学生運動に参加する。その後ジャーナリズムの世界に入り、小説家としても活動を始める。1980年にメキシコに帰化した。
推理作家としては、1976年の"Días de Combate"（闘いの日々）に始まる私立探偵エクトル・ベラスコアラン・シェインシリーズなどを執筆している。また、1986年にはロシアの推理作家ユリアン・セミョーノフらとともに国際推理作家協会を創設。1987年には、故郷のヒホンで推理小説や歴史小説、SF小説等の大会「セマナ・ネグラ」（es）を開始するなど、実作以外でも推理小説界へ大いに貢献している。
小説では、スペイン語で書かれた最も素晴らしい推理小説に贈られるダシール・ハメット国際推理小説賞（国際推理作家協会主催）を三度受賞している。また、歴史学者としては『エルネスト・チェ・ゲバラ伝』でイタリアのバンカレッラ賞（en）を受賞している。

## 受賞歴
- 小説
  - 1987年 - "Vida Misma"（生活そのもの）でダシール・ハメット国際推理小説賞受賞
  - 1991年 - "Cuatro Manos"（四つの手）でダシール・ハメット国際推理小説賞受賞
  - 1994年 - "La bicicleta de Leonardo"（レオナルドの自転車）でダシール・ハメット国際推理小説賞受賞
  - 1994年 - 『三つの迷宮』（Cosa fácil）でフランスのトロフェ813（813推理文学友の会主催）外国作品賞受賞
- ノンフィクション
  - 1998年 - 『エルネスト・チェ・ゲバラ伝』でイタリアのバンカレッラ賞受賞

## 日本語訳作品
小説
- 私立探偵ベラスコアラン（Belascoarán）シリーズ
  - 三つの迷宮 （英訳版からの翻訳、訳：佐藤耕士、1994年7月、早川書房 ハヤカワ・ポケット・ミステリ、ISBN 9784150016128）（Cosa fácil (1977)）（シリーズ第2作）
- その他
  - 影のドミノ・ゲーム （訳：田中一江、1995年1月、東京創元社 創元推理文庫、ISBN 9784488292010） (Sombra de la sombra (1986))

ノンフィクション
- ゲバラ コンゴ戦記1965 （訳：神崎牧子、太田昌国、1999年1月、現代企画室、ISBN 9784773898071）（El año que estuvimos en ninguna parte: La guerrilla africana de Ernesto Che Guevara）（フロイラン・エスコバル（es）、フェリックス・ゲーラ（Félix Guerra）との共著）
- エルネスト・チェ・ゲバラ伝（上下巻） （訳：後藤政子、2001年7月、海風書房、ISBN 9784768488751 ISBN 9784768488768）（Ernesto Guevara, también conocido como el Che (1996)）